# ساتو نوريكيو
ولد ساتو نوريكيو في كيوتو لعائلة نبيلة، عاش خلال فترة انتقالية تخللها نزاع على السلطة بين نبلاء المحكمة القديمة والمحاربين الساموراي الجدد. كان شاعرًا يابانيًا مشهورًا في أواخر فترة هييآن وأوائل فترة كاماكورا.

## نبذة
بعد بداية عصر مابو (1052) بدأت البوذية بالتراجع ولم تعد فعالة كوسيلة للخلاص. وأدت هذه التحولات الثقافية خلال حياته إلى الشعور بالكآبة في شعره. عندما كان شابًا، وكان يعمل حارسًا للإمبراطور المتقاعد توبا، ولكن في 1140 في سن الـ 22، ولأسباب غير معروفة الآن، قال أنه ترك الحياة الدنيا ليصبح راهبًا، واتخذ لنفسه اسمًا دينيًا وهو «أيني» (円 位).

## روابط خارجية
- ساتو نوريكيو على موقع الموسوعة البريطانية (الإنجليزية)